# Troász
Troász (görög: Τρωάς) vagy Troád(a) (görög: Τρωάδα, Troáda) a Biga-félsziget (török: Biga Yarımadası) történelmi neve Kis-Ázsia nyugati részén. Kis-Ázsiának északnyugati kiszögellését foglalta magában egyfelől a Dardanellák (Hellészpontosz) és Márvány-tenger, másfelől az Ida-hegység utolsó láncszemei és az Adramittiumi-öböl között.  Ma Törökország Çanakkale tartományának ázsiai része.
Folyói a Szimoeisz és a Szkamander. Nevezetes hegyfok a szigeumi, melynek közelében egykor Achilleusz és Patroklosz sírját mutogatták (Akhilleion). 
Nevét a trójaiak történelem előtti népétől vette, melyet a tengerpartok mentén a Peloponnészoszból bevándorolt akhájok szorítottak ki. A tízéves trójai háború mérkőzéseinek hagyományos színhelye. A diadokhoszok korában Troász Miziához került, de nevét megtartotta. A római korban Provincia Asia egyik alkotó része lett.
Pál apostol és Silás útba ejtette a macedóniai missziós útján.